# Il Maggiore
Il teatro Il Maggiore, o Centro Eventi Multifunzionale (CEM), è un teatro di Verbania.
Il teatro è stato inaugurato l'11 giugno 2016. Il progetto architettonico è stato sviluppato da un team internazionale comprendente, tra gli altri, Peter Cook, Salvador Pérez Arroyo, Bargone Associati e Bianchini & Lusiardi Associati e poi completato in fase esecutiva dagli architetti Giancarlo Marzorati e Fabrizio Bianchetti.
Affacciato sul Lago Maggiore nei pressi della foce del torrente San Bernardino, il teatro contiene una sala principale da 500 posti (espandibile a 560) ed una seconda sala da 120 posti, che possono essere unite a formare un'unica sala polifunzionale per 950 spettatori; il complesso è inoltre dotato di un'arena esterna gradonata da 2.000 posti.